# Bájezíd I.
Bájezíd I. (v osmanské turečnině بايزيد, Beyazıd Yıldırım v moderní turečtině, přezdívaný Yildirim (Blesk) někdy také Bajezid, Bayezit, Bayezid nebo Bajazid, asi 1347/54 – březen 1403), syn a nástupce osmanského sultána Murada I. Hüdavendigara, vládnoucí v letech 1389 – 1402, byl jedním z nejvýbojnějších osmanských sultánů. Během jeho vlády se Osmané, jeden z mnoha tureckých kmenů v Malé Asii, zmocnili se téměř celého Balkánu (až na západní pobřeží) a vyvrátili turecké emiráty v Malé Asii. Po Bájezídově porážce od Tamerlána roku 1402 se osmanská říše svíjela 11 let v agónii, než jí nejmladší Bájezídův syn Mehmed I. Çelebi (Sjednotitel) navrátil stabilitu.

## Před nástupem
Narodil se nejspíše mezi léty 1347 až 1354 Muradovi, jednomu ze synů osmanského emíra Orhana, a jisté Slovance jménem Gülčiček (Růžový kvítek). Asi roku 1357 se Bajezidův otec Murad stal následníkem po smrti svého staršího bratra Sulejmana a pravděpodobně roku 1362 stařičkého Orhana I. na trůně vystřídal. Murad ještě upevnil osmanskou moc v Malé Asii a za jeho vlády začal podrobovací proces slovanských národů na Balkáně, když v září roku 1371 porazil buď on, nebo nezávislí bejové Hadži Ibeyi a Evrenos Bey v bitvě na Marici u Čirmenu spojená vojska samozvaného srbského krále Vukašina a jeho bratra, serského despoty Jovana (Ivana) Uglješi, přičemž oba bratři ve vřavě zahynuli. Další velký krok k podrobení Srbů hodlal učinit Murad, tentokrát již osobně, v roce 1389.
Tehdy proti sobě na Kosově poli nastoupili na jedné straně Osmané pod velením samotného Murada a jeho dvou synů, Bajezida a Yakuba, na druhé straně spojená vojska srbského knížete Lazara Hrebeljanoviće, Vuka Brankoviće a oddíly poslané bosenským králem Tvrtkem. V předvečer bitvy (či během nebo po ní) byl však Murad zavražděn Srbem Milošem Obilićem, který byl hned na místě rozsekán. Bajezid se však, naštěstí pro Osmany, ujal velení dříve, než ve vojsku vypukl chaos. Bajezid také nechal zavraždit svého bratra Yakuba. Bitva se vyvíjela nejednoznačně, velké množství padlých bylo na obou stranách. Bitvu nepřežili oba hlavní vůdci – Lazar Hrebeljanović byl zabit buď na příkaz umírajícího Murada, nebo nad otcovou mrtvolou vyřknul Lazarův ortel Bajezid, který se otcovým skonem vyhoupnul na trůn.

## Vláda

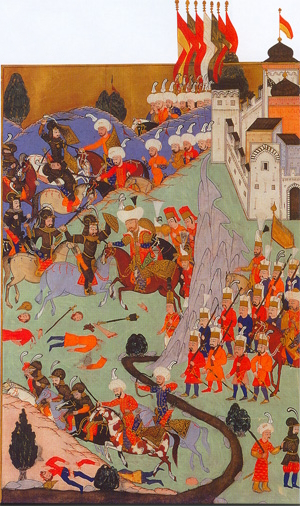
Bitva u Nikopole jak ji zachytili na osmanské miniatuře z roku 1588.

Samotná kosovská bitva skončila nerozhodně, do vývoje událostí však zasáhl mladý syn císaře Svaté říše římské Karla IV. Lucemburského, uherský král – manžel Zikmund, který pomohl Bajezidovi tím, že napadl Srbsko ze severu. Vzhledem k Zikmundově útoku a k revoltám Lazarova zetě Vuka Brankoviće se Lazarova vdova Milica Bajezidovi vzdala za pro Osmany výhodných podmínek. Sultán také donutil nejmladší Lazarovu dceru Oliveru, aby se stala příslušnicí jeho harému. Bajezid tedy dovršil otcovu snahu o podmanění Srbska: někdejší nejmocnější stát na Balkáně se stal vazalským státem Osmanů. Po zkrocení Srbů připojil k rodící se mocnosti emiráty Saruhan, Aydin, Candarli, Menteše, Hamid a Germyian v Malé Asii. Sultán také podpořil nároky byzantského prince Jana Palaiologa jako Jana VII. na byzantský trůn proti svému stárnoucímu dědovi, několikrát sesazenému a osudem těžce zkroušenému císaři Janovi V. a jeho druhorozenému synovi Manuelovi. Roku 1390 mladý Jan skutečně děda sesadil, ale jen nakrátko. Manuel se jako rukojmí zúčastnil Bajezidova obléhání několika posledních byzantských pevností v Anatolii, ale příštího roku uprchl, postavil se proti synovci Janovi, ale i proti Bajezidovi, kterému vyvstal soupeř vskutku důstojný.

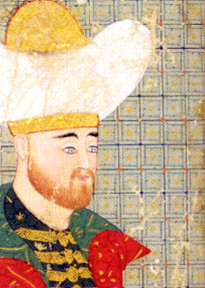
Sultán Bájezíd I. na osmanské miniatuře

Ještě roku 1391 vyrazilo sultánovo vojsko opět do Evropy, obsadilo Skopje, utkalo se s valašským knížetem Mircem Starým a o rok později (1392) se Bajezidova armáda utkala s kontingentem krále Zikmunda. Tentokrát byl uherský panovník úspěšnější a turecký útok odrazil. Zikmunda navíc o pomoc požádal Ivan Šišman, tarnovský car (1371–1393). To už ovšem bylo na Bajezida příliš a rozhodl se vytáhnout proti Trnovu, které oblehl na jaře roku 1393. Město odolávalo pod vedením patriarchy Euthymije (Evtimije) tři měsíce. Když se Bajezidovi zdálo, že Trnova nedobude, prolomil jeden oddíl bránu do města a 17. července roku 1393 bylo Trnovo, někdejší sídlo mocných carů, obsazeno. Car Ivan Šišman v Trnovu ale nebyl, odjel do Nikopole, která se stala dalším Bajezidovým cílem. Nikopol byla ještě téhož roku dobyta a Ivan Šišman byl zajat; ve vězení později zemřel. Asi v téže době (roku 1393) dobyla další Bajezidova armáda dobrudžský despotát. Bajezid tedy i nadále upevňoval svou moc. Roku 1393/1394 porazil valašského knížete Mirču a roku 1394 se poprvé rozhodl zaútočit na Konstantinopol. Tím si však sultán vzal poněkud velké sousto. Bez blokády na moři byla jakákoli blokáda na souši zbytečná: Theodosiánské hradby protentokráte překonány nebyly a císař Manuel II. Palaiologos se proti Bajezidovi ubránil, stejně jako císařův bratr Theodor I., morejský despota sídlící v Mistře. Téhož roku obsadila turecká vojska Thessálii a na severu dosáhla Dunaje.

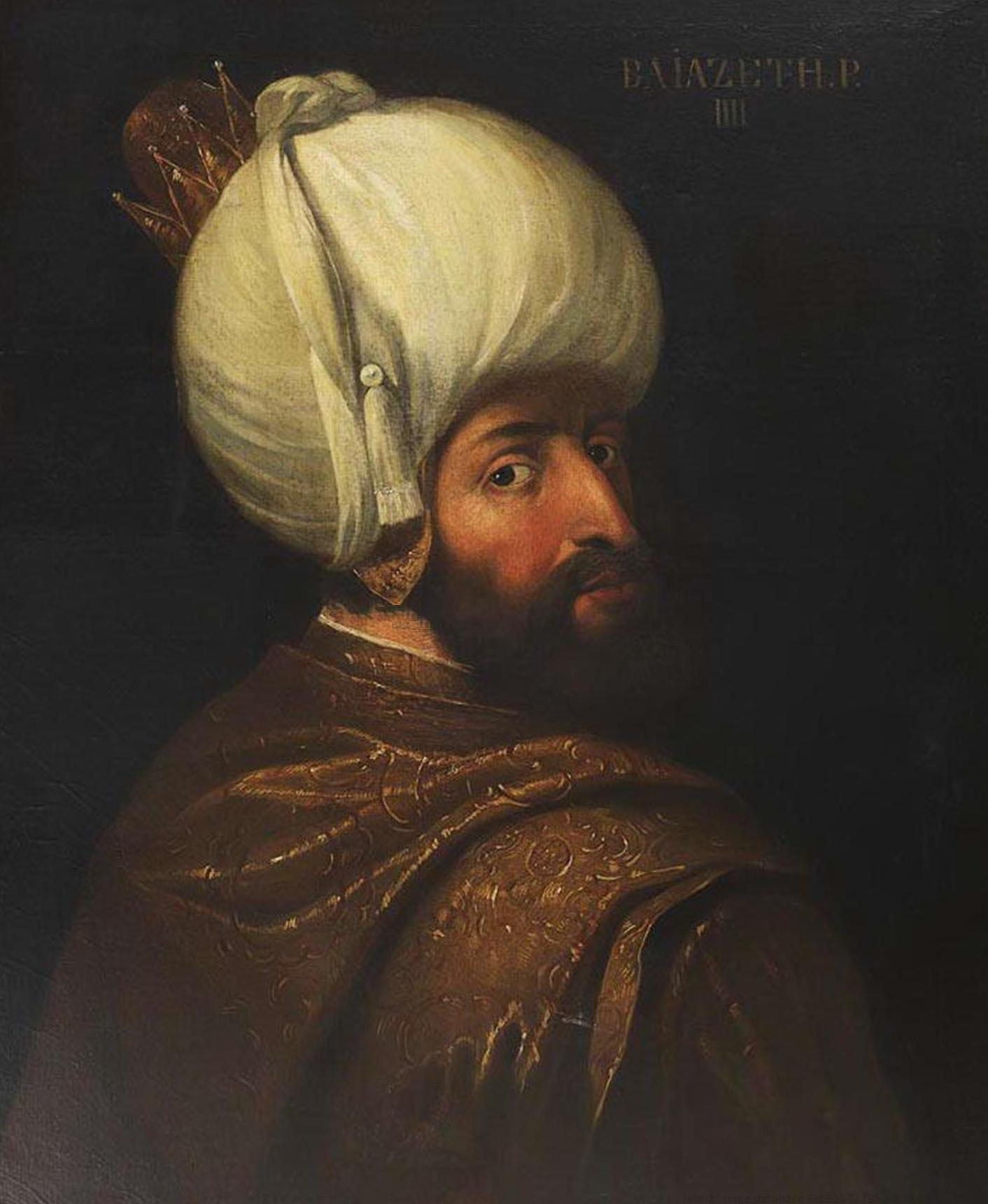
Bájezíd I.

Bájezídovy vojenské úspěchy však nedaly spát uherskému králi Zikmundovi, který požádal zbytek křesťanské Evropy o pomoc. Příznivá odezva byla především ve Francii, která chápala Zikmundovu výzvu v podstatě jako křížovou výpravu. Uherský panovník však nebyl aktivní jen na poli diplomatickém, ale i vojenském: roku 1394/1395 opět dosadil Bájezídem sesazeného valašského knížete Mircu, který byl ale vzápětí (17. května) 1395 poražen osmanským vojskem u Rovine nad Jalovicí, čímž se Valašsko stalo vazalským státem Osmanů. V létě 1396 se francouzská a uherská armáda setkala poprvé v Budíně, ale na cestu vyrazila v několika proudech. Jeden z nich, Zikmundem vedený, přitáhl do Vidinu, kde ho přivítal tamější vládce Ivan Stracimir, bratr zavražděného Ivana Šišmana a vazal Osmanů. Již spojení křižáci došli až k Nikopoli, kde však již čekal Bájezíd, který musel upustit od nového plánu zmocnit se Konstantinopole, s armádou. Došlo k bitvě, v níž Bájezídova armáda dne 25. září 1396 úplně rozdrtila křižáckou armádu, jíž se mj. zúčastnil i Jean de Nevers, známý jako Jan Nebojácný, pozdější burgundský vévoda. Bitva se však zprvu nevyvíjela pro sultána zrovna růžově. Křižáci porazili první linii, poté se ovšem projevila tvrdohlavost a namyšlenost Francouzů, kteří se nechtěli zformovat, tím pádem měli menší obranyschopnost proti turecké jízdě (kapikule) která i přes odpor křižáků vykonala své. Všichni neurození zajatci byli na sultánův rozkaz popraveni. Zbytek urozených poslal do Kallipole a vzkázal Zikmundovi, aby si pro ně poníženě přijel. Po vítězné bitvě u Nikopole Bajezid definitivně vyvrátil druhé bulharské carství. Oblehl totiž Vidin, sídelní město Ivana Stracimira a poslední baštu bulharského odporu proti Osmanům. Město obsadil a Ivana Stracimira poslal do vyhnanství do Anatolie. Pádem Vidinu skončila existence říše, která byla svého času nejmocnější na Balkáně (kolem roku 1235).

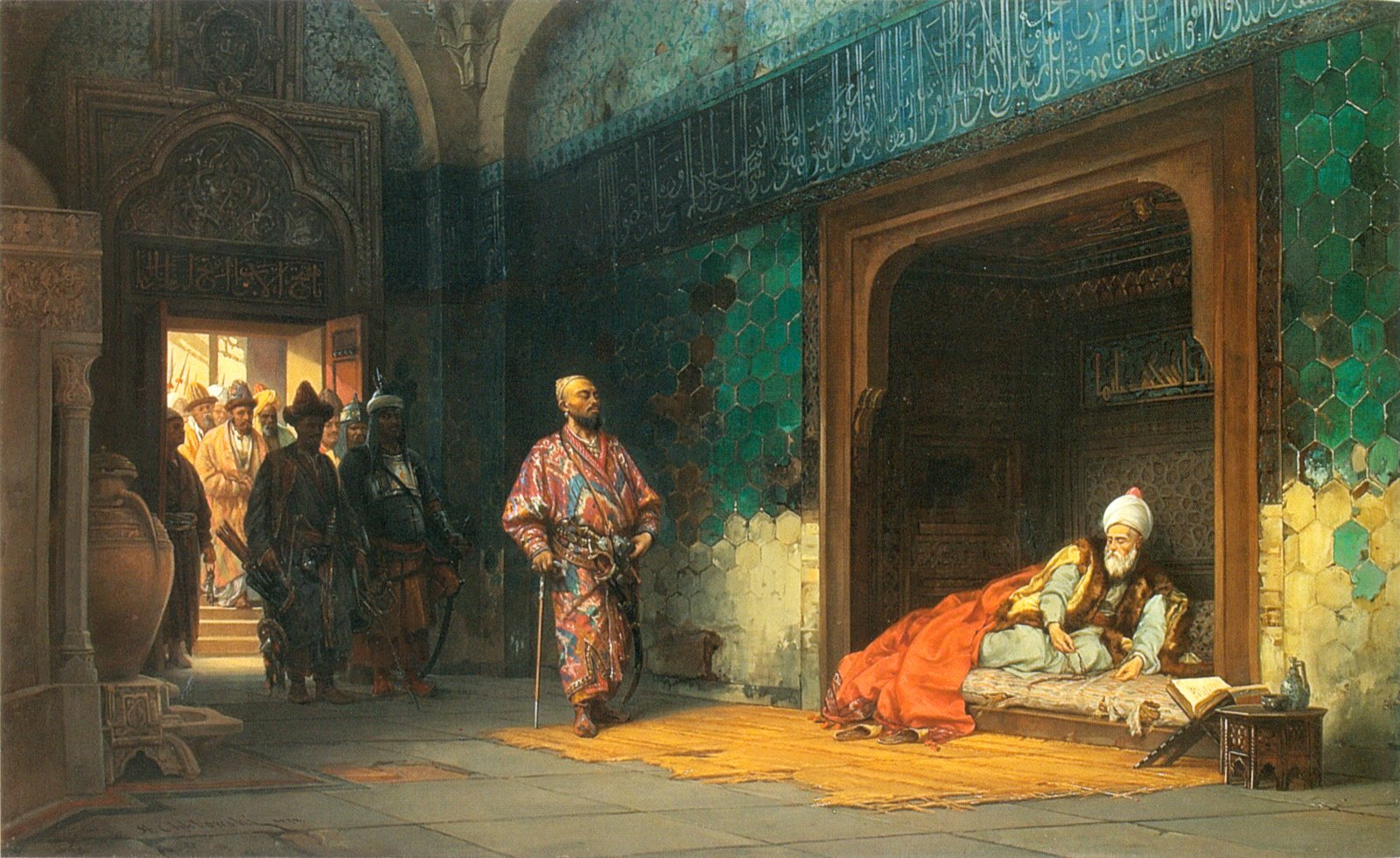
Bájezíd a Tamerlán (Stanisław Chlebowski, 1878)

Příštího roku (1397) vyvrátil Bájezíd karamanovský emirát na jihovýchodě Malé Asie a zmocnil se města Konya (Ikonia). Roku 1398 se zmocnil Sivasu při Černém moři a následujícího roku měst Elbistan a Malatya, což ovšem později vedlo k velkým rozporům s Mongoly. Na přelomu století se opět pokusil dobýt Konstantinopol, hlavní město Byzance, jejíž moc byla, zejména díky Bájezídovi, v posledních letech velmi okleštěna. Na maloasijském pobřeží vystavěl sultán pevnost Anadolu Hisar. Byzantskou říši tehdy spravoval císař Jan VII., synovec autokratora Manuela II., který právě vyhledával v Evropě pomoc proti Turkům. Prakticky ve stejný moment vyvstalo však Bájezídovi velké nebezpečí – Tamerlán, který byl rozhořčen tím, že Bájezíd obsadil města Malatya a Elbistan, a roku 1400 vyplenil Sivas a příštího roku Bagdád. Bájezíd ještě roku 1402 vyzval císaře Jana VII. ke kapitulaci; musel však s vojskem spěchat do Malé Asie, kde se měla jeho armáda utkat v bitvě s kontingentem Tamerlánovým. Bitva, která byla osudná nejen pro Bájezída, ale málem také pro celou osmanskou říši, se uskutečnila patrně 25. července 1402 u Ankary (Angory). Bájezíd, který do bitvy táhl i se svými syny Sulejmanem, Isou, Musou, Mustafou a Mehmedem a také za pomoci srbských vojsk, byl Mongoly drtivě poražen a zajat.

## Interregnum
Osmanská říše ztratila jednotu. Nejstaršímu Sulejmanovi, Isovi, Mehmedovi a možná také Mustafovi (Mustafa měl ve vřavě zahynout, roku 1416 se však opět objevuje na politické scéně) se podařilo uprchnout. Musa zůstal s Bájezídem v Tamerlánově zajetí. Bájezíd Yildirim, jeden z největších osmanských dobyvatelů, zemřel v březnu roku 1403 v zajetí Mongolů (patrně spáchal sebevraždu) a jeho synové mezi sebou bojovali o moc, takže byla expanze Osmanů prozatím pohřbena. Jak na východě říše – emiráty, které Bájezíd a jeho otec Murad přivtělili k osmanskému státu, se osamostatnily – tak i na evropské pevnině – Konstantinopol byla (prozatím) osvobozena – došlo k posunu zpět. Naštěstí pro budoucí vývoj říše nebyla Evropa schopna účinně zasáhnout proti oslabené říši – jednak díky Sulejmanovi, schopnému vyjednavači, který se zmocnil evropských držav svého otce, tzv. Rumelie, a který zastavil nepřátelské chování části křesťanstva, a také díky momentálnímu stavu v křesťanské církvi, který byl velmi neblahý. Dalším faktorem byl vazalský systém říše – bejové (místní vládci) pomáhalo v daných oblastech Bájezídovým synům. Nejstarší Sulejman se usadil na Balkáně, Isa v Burse, pohřebišti sultánů, Mehmed se usadil v Amasyi v Anatolii a Musa vyhlásil později Sulejmanovi boj. Během deseti let byli odstraněni dva pretendenti – Isa († asi 1405) a Sulejman († asi 1411). Roku 1413 došlo k rozhodnému střetnutí. Krutý Musa byl nakonec poražen Mehmedem, který se po jedenácti letech anarchie stal jako Mehmed I. Çelebi – Sjednotitel (1413–1421) pánem všech osmanských držav, byť okleštěných. Teprve po dlouhém boji se Mehmedovým nástupcům Muradovi II. a Mehmedovi II. podařilo obnovit (byť ne zcela přesně) hranice z roku 1402.

## Manželky, konkubíny a potomstvo
Konkubíny
Bájezíd měl osm žen:
- Fülane Hatun (∞ 1372), dcera srbského šlechtice Konstantina Dejanoviće;
- Sultan Hatun (∞ 1381), dcera prince Süleymana Şaha Çelebiho z Germiyanids a Mutahhare Abide Hatun;
- Devlet Hatun, matka následujícího sultána Mehmeda I;
- Fülane Hatun (∞ 1389), dcera Istanbulského soudce;
- Despina Hatun (∞ 1389) dcera prince Lazara srbského a princezny Milizy;
- Hafsa Hatun (∞ 1390), dcera prince Fahreddina Isy Beye z Aydinidsu;
- Maria Hatun (∞ 1394), dcera Louise Fadriqua, hraběte ze Salony a Heleny Asaniny Kantakouzene.

Synové
- Şehzade Ertuğrul Çelebi;
- Şehzade Süleyman Çelebi (1377–1411), guvernér provincie Rumelie;
- Şehzade İsa Çelebi (1380–1406), guvernér z Anatolie;
- Şehzade Mehmed Çelebi (1389–1421), guvernér z Anatolie a později sultán Mehmed I Çelebi (1413–1421), syn Devlet Hatun
- Şehzade Musa Çelebi (?–1413), guvernér Rumelie (1410–1413);
- Şehzade Mustafa Çelebi (1393–1422);
- Şehzade Orhan Çelebi
- Şehzade Yusuf Çelebi – konvertoval ke křesťanství, změnil si jméno na Demetrios
- Şehzade Kasım Çelebi – sloužil v Istanbulu spolu se svou sestrou Sultan Fatmou Hatun

Dcery
- Hundi Fatma Sultan Hatun – provdána za Damata Seyyida Şemseddina Mehmeda Buhariho
- Erhondu Hatun – provdána za Damata Yakupa Beye, syna Parse Beye
- Sultan Fatma Hatun – provdána za Damata Sanjaka Beye
- Oruz Hatun – provdána za Abu Bakara Mirzu, syna Jalala ud-din Mirana
- Paşa Melek Hatun – provdána za Amira Jalala ud-din Islama,